# Losonc

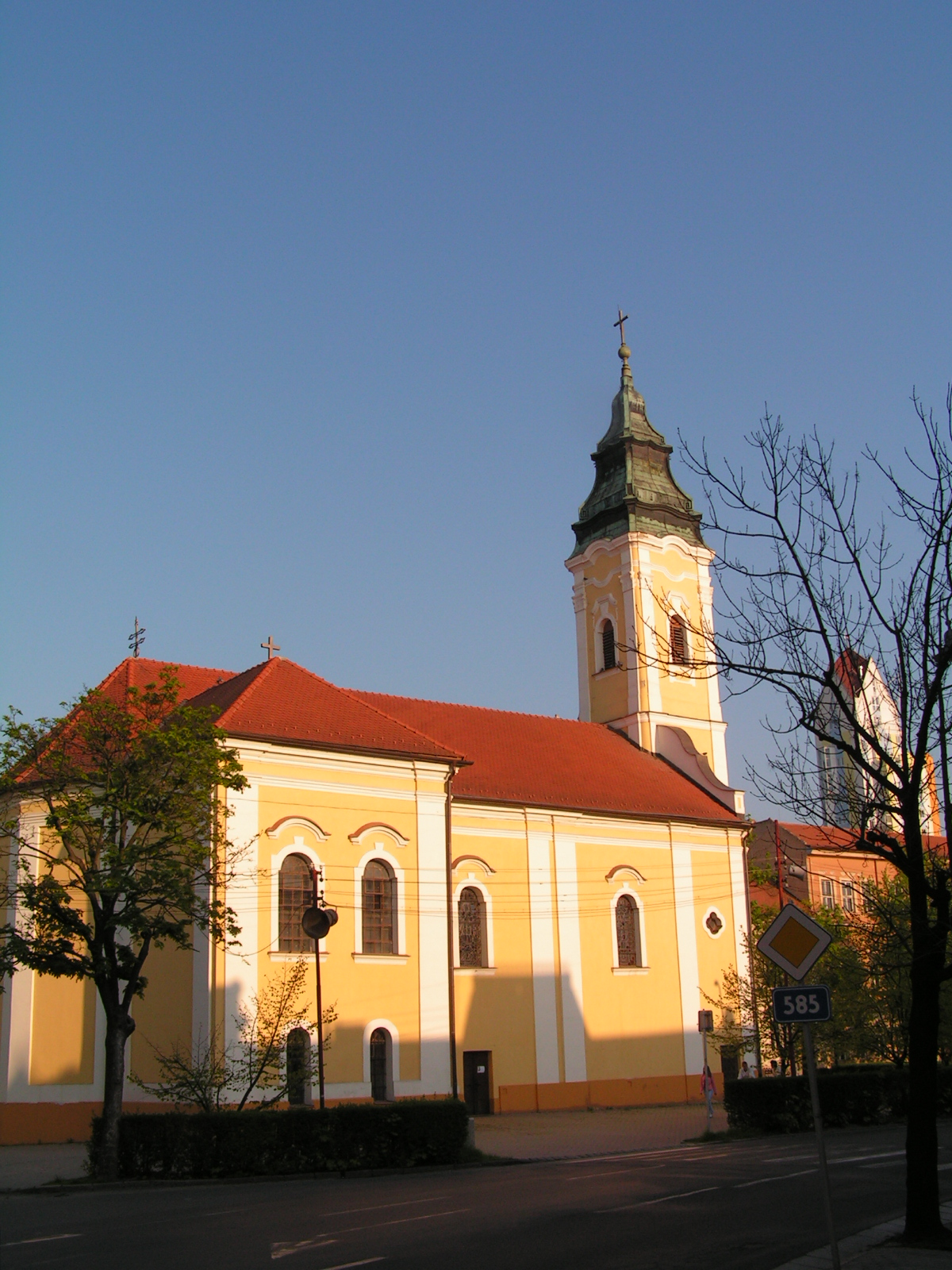
A római katolikus templom

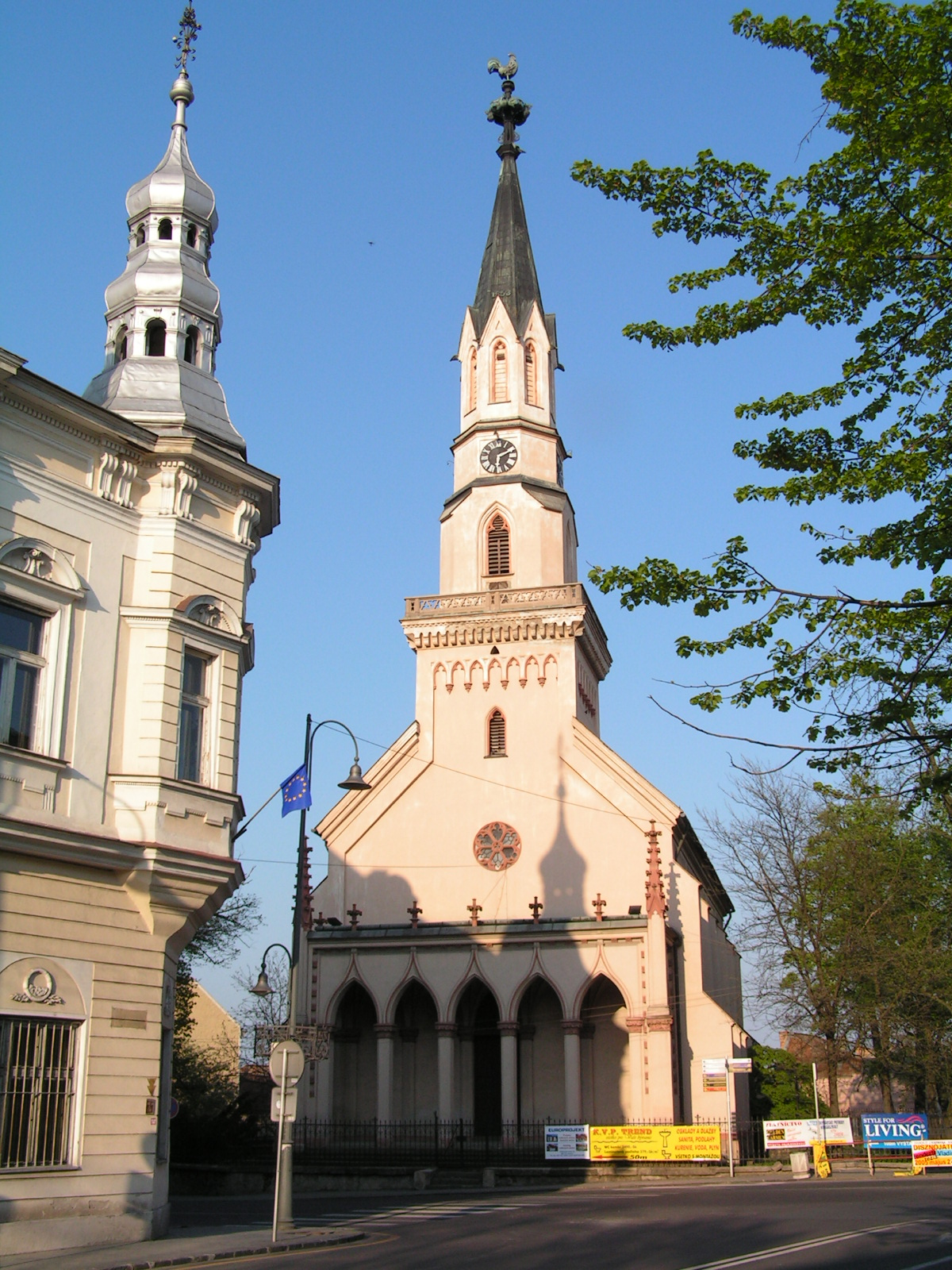
A református templom (1853)

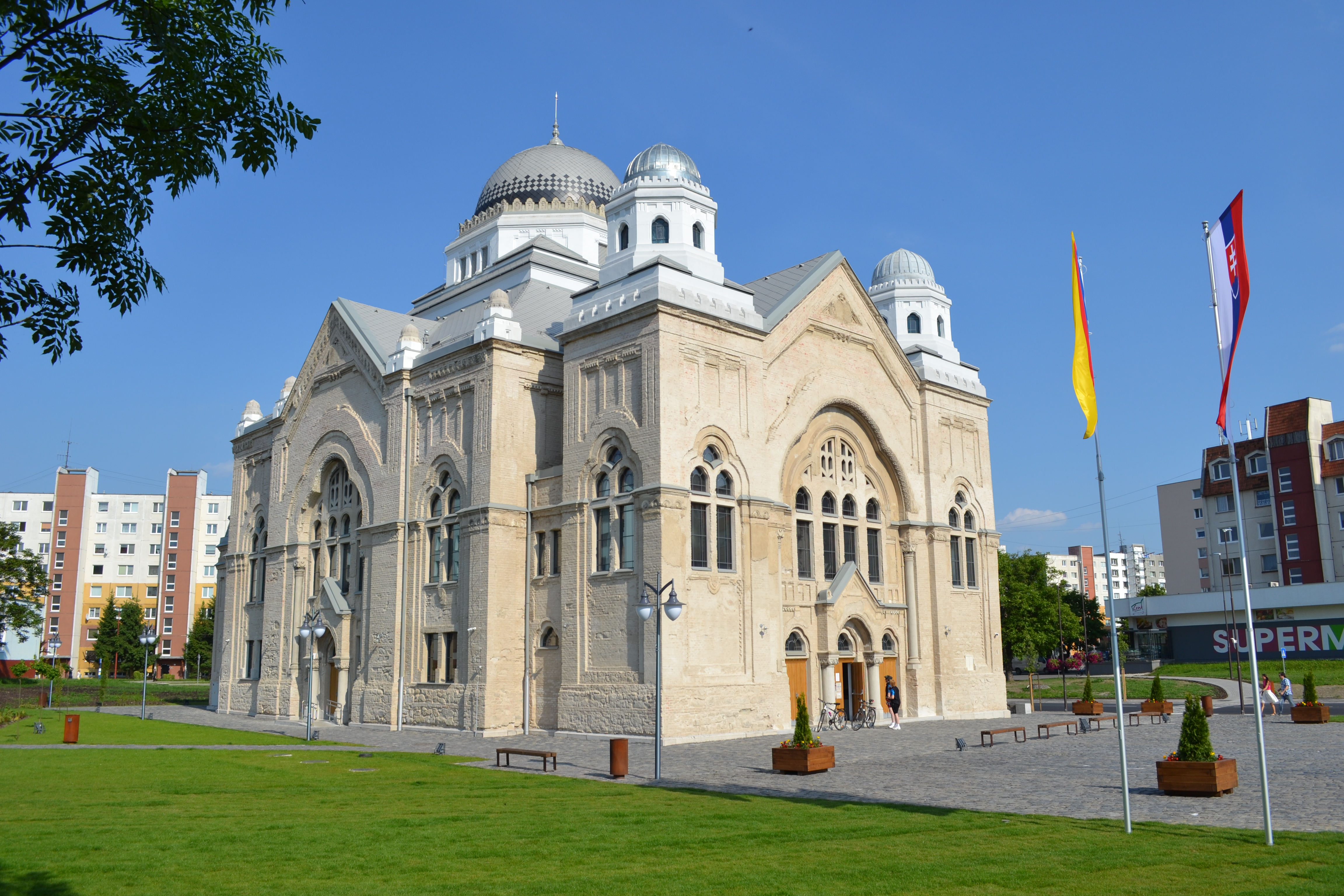
A neológ zsinagóga (1926–2016)

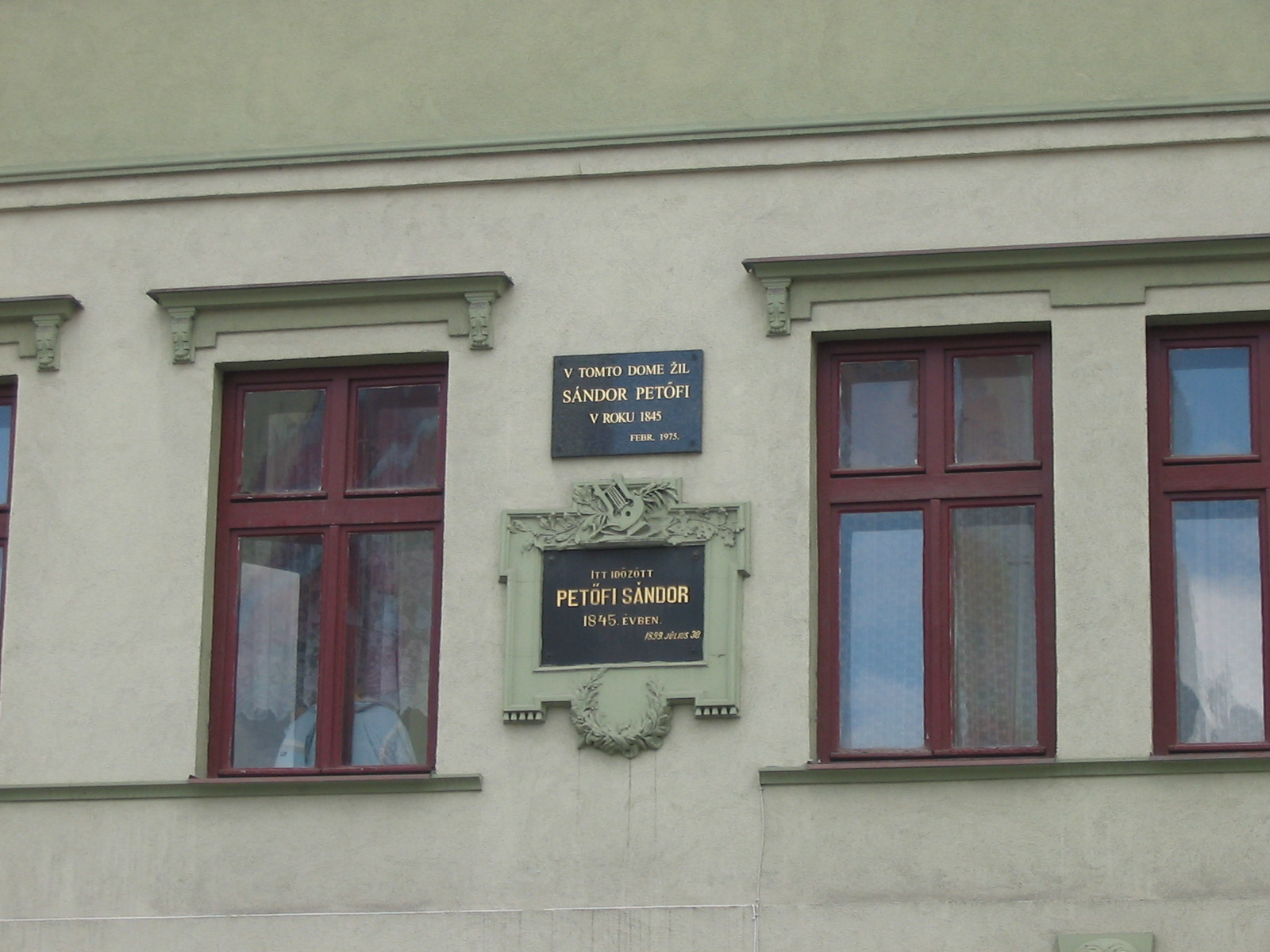
A ház, amelyben Petőfi Sándor időzött

Losonc (szlovákul Lučenec, németül Lizenz, latinul Lutetia Hungarorum) város Szlovákiában.

## Fekvése
Rimaszombattól 26 km-re nyugatra fekszik, Dél-Szlovákia egyik legnagyobb városa. A Besztercebányai kerület Losonci járásának központja. Losoncapátfalva és Losonckisfalu tartozik hozzá.

## Nevének eredete
Nevének eredete ismeretlen. A fellelhető megállapítások csupán feltevések. Ezek egyike szerint elnevezése a lósánc kifejezéssel hozható összefüggésbe, amit azonban sem régészeti kutatások, sem fellelhető írott források nem támasztanak alá. Hasonlóképpen megalapozatlan hipotézisként jelentek meg a szláv néveredetére vonatkozó elképzelések, ugyanis szlovák névváltozata írott forrásban elsőként csak a 18. században fordult elő.

## Története
Már a honfoglalás előtt település állt a helyén.
A 12. században „Lutetia Hungarorum” néven a losoncapátfalvai apátság birtoka. 1247-ben említik először mai magyar nevén „Luchunch” alakban.
Határában, a Királydombra a 15. század középén a husziták emeltek erődítményt, mely alatt 1451-ben Hunyadi János vereséget szenvedett. A török időkben sokat szenvedett, mivel nem volt erődfala, végül 1640-ben a templomot fallal vehették körül. 1622-ben itt őriztette Bethlen Gábor egy ideig a Szent Koronát. A 17. században többször dúlták fel seregek, mivel gyenge védművei nagyobb hadaknak nem állhattak ellen. 1785-től mezőváros. 1849. március 24-én itt verte szét Beniczky Lajos őrnagy serege a császáriakat, augusztus 9-én a cári csapatok bosszúból felgyújtották.
A trianoni békeszerződésig Nógrád vármegye Losonci járásának székhelye volt. 1924–1938 között református teológia működött itt.
Az első bécsi döntést követően a város visszakerült Magyarországhoz. Az „önálló” szlovák állam revíziós politikával válaszolt a területveszteségeire. 1940-ben a Salzburgi tárgyalásokon Tiso, Tuka és Mach delegációja memorandumot nyújtott át Hitlernek, amely tartalmazta Losonc vidéke Szlovákiához csatolásának szándékát és lakosságcsere megvalósítását. 1942-ben internálótábor működött Losoncon, ide kerültek a zöld határon Magyarországra szökött erdélyi magyarok, akik nem akartak a román hadseregben szolgálni. 1944-ben környékén partizánharcok dúltak.

## Népessége
| Év:            | 1994.  | 2004.   | 2014.   | 2024.    |
| -------------- | ------ | ------- | ------- | -------- |
| Emberek száma: | 29 023 | 28 039  | 28 204  | 24 661   |
| Eltérés:       |        | -3,39 % | +0,58 % | -12,56 % |

| Év:            | 2023.  | 2024.   |
| -------------- | ------ | ------- |
| Emberek száma: | 25 018 | 24 661  |
| Eltérés:       |        | -1,42 % |

1880-ban 5027 lakosából 3609 magyar és 856 szlovák anyanyelvű volt. Losonctugáron 781 magyar és 320 szlovák, Losoncapátfalván 399 magyar és 541 szlovák anyanyelvű élt.
1890-ben 7460 lakosából 6360 magyar és 844 szlovák anyanyelvű volt, Losoncapátfalván 319 magyar és 413 szlovák.
1900-ban 9530 lakosából 8187 magyar és 1000 szlovák, Losoncapátfalván 304 magyar és 440 szlovák anyanyelvű élt.
1910-ben 12 939 lakosából 10 634 magyar, 1675 szlovák, 428 német, 18 szerb, 12 horvát, 9 cigány, 1 ruszin és 162 egyéb, Losoncapátfalva 1071 lakosából 632 magyar és 374 szlovák anyanyelvű volt.
1921-ben 12 417 lakosából 5256 magyar és 5612 csehszlovák, Losoncapátfalván 200 magyar és 1078 csehszlovák élt.
1930-ban 15 459 lakosából 8725 csehszlovák, 4007 magyar, 889 német, 870 zsidó, 17 ruszin és 66 egyéb nemzetiségű volt. Losoncapátfalván 124 magyar és 1179 csehszlovák élt.
1941-ben 14 987 lakosából 12 661 magyar és 1735 szlovák volt.[forrás?] Losoncapátfalván 1125 magyar és 170 szlovák élt.
1970-ben 20 765 lakosából 3302 magyar és 17 260 szlovák volt.
1980-ban 26 399 lakosából 3803 magyar és 22 245 szlovák volt.
1991-ben 28 861 lakosából 23 272 szlovák (80,6%), 4830 magyar (16,7%), 388 cigány, 194 cseh, 37 morva, 5 ukrán, 4 ruszin, 1 sziléziai és 130 egyéb nemzetiségűnek vallotta magát.
2001-ben 28 332 lakosa közül már 23 127 (81,6%) szlovák, 3713 (13,1%) magyar, 656 cigány, 173 cseh, 9 bolgár, 8 német, 7-7 ukrán és orosz, 6-6 morva és ruszin, 5 lengyel, 1 zsidó, 40 egyéb, 574 nem nyilatkozott.
2011-ben 28 475 lakosából 19 895 szlovák, 2660 magyar, 219 cigány, 110 cseh, 13 ukrán, 8-8 lengyel és bolgár, 7-7 ruszin és orosz, 6 német, 4 morva, 2-2 zsidó és szerb, valamint 55 egyéb, 5479 ismeretlen nemzetiségű.
2021-ben 25 902 lakosából 20 648 szlovák, 2171 magyar (8,38%), 94 cseh, 51 cigány, 15 ukrán, 15 török, 13 kínai, 10 orosz, 10 albán, 8 rutén, 8 lengyel, 6 vietnami, 6 bolgár, 3 német, 3 olasz, 3 morva, 3 ír, 2 szerb, 2 francia, 1 zsidó, 1 román, 1 osztrák, 1 sziléziai, 1 angol, 38 egyéb, 2788 ismeretlen nemzetiségű.

## Nevezetességei
Lásd mégLosonc műemlékeinek listája
- Római katolikus temploma gótikus eredetű barokk épület, 1783-ban épült.
- Mai református temploma ősét – a Szeplőtelen Szűz Mária tiszteletére emelt templomot (alapjai láthatóak a templom alagsorában) – Szent László király leánytestvérének fia, Lambert építtette. Ez Esterházy Pál nádor Mennyei Korona című művében (1696) olvasható. Eszerint 1128-ban „épéttetett Losonczi Lambert nevű Magyar Országi Palatinus Losonczon az Boldogságos Szűz tiszteletire egy Templomot, melyben kiváltképpen tiszteltetett a Szeplőtelen Szűz…” A 15. században Jan Jiskra szerezte meg, aki erőd mintájára erősítette meg. 1590-ben az evangélikusok tulajdonában állt, majd 1608-ban került a reformátusok birtokába. Az útleírásokban hibásan jelölt adatokkal szemben az 1849 augusztusában, a város felégetésekor súlyosan megrongálódott templomot nem Ybl Miklós, hanem Wagner János pesti építész tervei szerint újították fel. A renoválás kezdetén, 1851-ben a templom belsejében sírokat találtak – bennük arany- és ezüst ékszereket, valamint textilmaradványokat. A „Losonci kincs“-et a budapesti Nemzeti Múzeumba szállították, ahol az ma is megtekinthető. A város egyik legszebb épülete 2005-ben visszakerült a református egyház tulajdonába.
- A református temető síremlékei. A temető legrégibb sírhelyén, a Ráday-kriptában nyugszik Ráday Pál (1677–1733). Kármán József (1769–1795) író sírhelyét az azonosítását követően, 1897-ben avatták fel. Sükei Károly (1823–1854) író, tanár, honvéd háromrészes obeliszk síremlékét Losonc városa emeltette. Itt található még Csordás József (1861–1909) szobrászművész, sírkőfaragó obeliszkje; Szabó Gyula (1907–1972) festőművész sírhelye; valamint Lukáts Mihály (1773–1837) prédikátor sírköve is.[8]
- Evangélikus templomát 1859-ben emelték késő klasszicista stílusban, az 1784-ben épített korábbi templom helyén.
- A katolikus plébánia a 18. század végén épült.
- A Vigadó épületét 1816-ban emelték, 1856-ban átépítették.
- A városháza 1900-ban épült szecessziós stílusban.
- Az 1925. szeptember 25-én átadott,[9][10][11] romos állapotából 2016-ra felújított grandiózus neológ zsinagóga korának legnagyobb ilyen épülete volt Szlovákiában.[12][13]
- Petőfi-emléktábla

## Híres személyek
- Itt született 1677. július 2-án és itt nyugszik Ráday Pál kuruc diplomata, író, II. Rákóczi Ferenc fejedelem személyi titkára, a kancellária vezetője, erdélyi alkancellár.
- Itt született 1769. március 14-én Kármán József író.
- Itt született 1804. május 16-án Belák József főiskolai tanár, református lelkész.
- Itt született 1816-ban Németh József magyar és amerikai szabadságharcos.
- Itt született 1817. május 29-én Benczúr János járásbíró, ügyvéd.
- Itt született 1824. január 5-én Jeszenszky Danó ügyvéd, költő, újságíró (†1906).
- Itt született 1828. október 31-én Filó Lajos református teológiai tanár, püspökhelyettes (†1905).
- Itt született 1830. július 31-én Fábry János tudós-tanár.
- Itt született 1832. február 7-én Klamarik János pedagógus, a középiskola közoktatási szakembere (†1898).
- Itt született 1847. január 13-án Terray István régész, történész, a magyar hegymászás és turizmus úttörője.
- Itt született 1850-ben Koloman Banšell szlovák író.
- Itt született 1864. január 24-én Pacséri Károly bölcseleti doktor, királyi tanfelügyelő, lapszerkesztő.
- Itt hunyt el 1881. március 7-én Terray Károly képzőintézeti igazgató, líceumi tanár, filozófus.
- Itt született 1884. április 12-én Fábián Gyula néprajzkutató, pedagógus, ifjúsági író.
- Itt született 1889. november 18-án Tildy Zoltán református lelkész, a Független Kisgazdapárt alapítója, majd elnöke, miniszterelnök, köztársasági elnök.
- Itt született 1895-ben Varga Nándor Lajos grafikus, festő, művészeti szakíró.
- Itt született 1901. november 25-én Serly Tibor, Amerikában élt magyar zeneszerző.
- Itt született 1905. június 1-jén Bokor Margit opera-énekesnő.
- Itt született 1920. augusztus 22-én Nemecz Ernő, állami díjas magyar geokémikus, mineralógus, krisztallográfus, egyetemi tanár, a földtudományok doktora, a Magyar Tudományos Akadémia rendes tagja
- Itt született 1921-ben Szeberényi Lehel (†1998) József Attila-díjas (III. fokozat, 1951) író, műfordító.
- Itt született 1945. július 18-án Duray Miklós szlovákiai magyar politikus, író.
- Itt született 1946-ban Keleti György magyar honvédelmi miniszter.
- Itt született 1947-ben Böszörményi István szlovákiai magyar tanár, helytörténeti és néprajzi kutató.
- Itt született 1980-ban Reisz András meteorológus.
- Itt nyugszik Sükei Károly, a márciusi ifjak egyike.
- Itt nyugszik Szabó Gyula festőművész.
- Itt nyugszik Božena Slančíková-Timrava szlovák írónő (1867–1951).
- Itt hunyt el Frideczky Lajos politikus 1902-ben.
- Itt időzött Petőfi Sándor, 1845-ben.
- Itt időzött Prohászka Ottokár (1858–1927) székesfehérvári püspök, római katolikus egyházi író, a magyar keresztényszocializmus képviselője. 1866–1869 között Losoncon tanult.
- Itt időzött Lehár Ferenc (1870–1948) zeneszerző, operettkomponista, karmester. Ifjú katonakarmester korában a losonci 25-ös gyalogezrednél működött.
- Itt tanított Pozder Károly (1855–1897) állami gimnáziumi tanár, nyelvész, klasszika-filológus.
- Itt tanult Marék Antal (1903–1983) orvos, író, kritikus.
- Itt tanult 1938–1944 között Reiman István matematikus.
- Itt dolgozott Iveta Kaczarová (1957) régész, múzeumigazgató.

## Társadalmi szervezetek
- Magyar–Szlovák Baráti Társaság

## Testvérvárosai
Pápa
 Salgótarján (2003)
 Louny – Csehország